# Dagboken
Dagboken är en roman av Laura Trenter. Boken gavs ut första gången 2005. Boken är fortsättningen på Fotoalbumet. Det är den andra boken i serien om Gilbert. Katrin Jakobsen har, precis som i förra boken, tagit foton som hjälper läsaren att lista ut bokens "mysterium".

## Bokens handling
Dagboken handlar om Gilbert, vars mamma har skaffat en ny kille vid namn Micke. Men Gilbert tycker att det är någonting konstigt med honom, och plus så dog hans förra fru på ett väldigt underligt sätt.
Gilbert ska tillsammans med sin och hans kompis Linns familj fira jul på en båt vid den gamla svenskön St Barth i Västindien. När de lägger till vid en liten ö går Gilbert och Linn på upptäcktsfärd och hittar en hydda. I den hittar de en bok, och på en sida står Mickes telefonnummer nedskrivet.   Hur har det hamnat där? Nu måste de två lista ut gåtans lösning tillsammans!